# Melanoptilon racilia
Melanoptilon racilia là một loài bướm đêm trong họ Geometridae.